# EncroChat
EncroChat est une entreprise de service de télécommunications chiffrées néerlandaise. Utilisée notamment pour des activités criminelles, elle fait l'objet d'une enquête des autorités judiciaires et policières anglaises, françaises et néerlandaises en 2020. À la suite de la découverte de l'infiltration des autorités dans leur système qui permet la lecture des échanges de certains de leurs utilisateurs, l'entreprise cesse ses activités en juin 2020.

## Solutions et fonctionnalités
Lors de son activité, EncroChat propose des téléphones android enrichis d'une surcouche logicielle de chiffrement basée sur les technologies OTR, PGP et ZRTP. L'entreprise rend physiquement inopérant le GPS, le port USB, la webcam ou le micro des téléphones qu'elle commercialise afin de limiter les risques de « pistage ». Les messages chiffrés ne transitent pas par le réseau téléphonique mais par des serveurs hébergés en France à Roubaix chez OVH,,. Le mot de passe fait plus de quinze caractères et un téléphone EncroChat ne peut dialoguer de façon chiffrée qu'avec un autre appareil de même marque, permettant ainsi la multiplication des ventes.
Les EncroPhones sont livrés avec cinq modules : le téléphone est d'apparence anodine, présentant un OS Android classique. L'astuce est que cet OS "normal" cohabite avec « EncroChat OS ». Ce double système d'exploitation permet de rendre plus discrètes les fonctionnalités de chiffrement en simulant un téléphone normal. De plus, une fonctionnalité de « wipe out » permet la suppression des messages EncroChat  via un code PIN dédié si le téléphone doit être "blanchi" en urgence. Le service de mise à jour automatique du téléphone se nomme « EncroChat Over-the-Air » (OTA). « EncroChat » est l'application de messagerie chiffrée ; « EncroTalk », l'application de VOIP chiffrée ; et « EncroNote », l'application de notes chiffrées. Le service après-vente est assuré 24h/24.
L'entreprise commercialise des téléphones de la marque espagnole BQ modèle Aquaris X2, sous le nom de Carbon Units. Chaque téléphone transformé par l'entreprise ressemble au premier abord à un appareil standard et peut également être utilisé comme tel. Ce Carbon Units est commercialisé plus de 1 000 € auxquels il faut ajouter un abonnement de plus de 3 000 € par an (300 à 800 euros par mois). 
Pour rester dans la légalité et justifier son business model, l'entreprise affirme alors vendre des téléphones pour les journalistes et les activistes craignant de se faire espionner. Cependant, une estimation de la justice française avance que la quasi-totalité des usagers sont des criminels,.
D'après la police anglaise, lorsque l'entreprise tombe en juin 2020, elle compte 60 000 clients dont 10 000 en Grande-Bretagne.

## Histoire
Le 31 décembre 2015, EncroChat annonce la publication de la version 115 de son système d'exploitation. Parmi les nouvelles fonctionnalités annoncées, le double système d'exploitation, des mises à jour automatiques et le support en sept langues.
Entre 2016 et 2018, plusieurs vidéos anonymes apparaissent sur YouTube, probablement initiées par des concurrents d'EncroChat. Elles pointent notamment des dysfonctionnements des téléphones (non suppression de messages après plusieurs erreurs de mot de passe, accès à des éléments non chiffrés du téléphone par exemple). Pourtant, les trafiquants ont une confiance aveugle en ce système.
En mai 2020, certains utilisateurs se plaignent à EncroChat de la perte de la fonction d'urgence d’effacement total du téléphone. L'entreprise découvre un malware puis diffuse une mise à jour en peu de temps, mais ce malware ne disparaît pas.
Dans la nuit du 12 au 13 juin 2020, les utilisateurs de téléphone EncroChat sont informés que leur téléphone a potentiellement été compromis, incitant les utilisateurs à détruire leur terminal : « Nous ne pouvons plus garantir la sécurité. Nous vous conseillons de les éteindre et de vous en débarrasser immédiatement »,. À la suite de ce message, le magazine Vice annonce le 19 juin « la fin d'EncroChat ». L'entreprise cesse son activité et les responsables, inconnus, sont en fuite,.
Le 2 juillet, l'entreprise connaît une médiatisation posthume lors de la conférence de presse organisée conjointement par Eurojust, Europol, la Gendarmerie française et la police néerlandaise.

## Utilisation par des organisations criminelles
Les premiers exemplaires de ce type de téléphone sont retrouvés aux Pays-Bas lors d'une perquisition en 2017, à l'encontre des organisations criminelles de la Mocro Maffia. Dès l'année suivante, les autorités néerlandaises et françaises coopèrent et trouvent une première faille. En 2018, un téléphone EncroChat est saisi lors d'une perquisition chez Mark Fellows, dans le cadre des enquêtes du meurtre de John Kinsella. La localisation du téléphone est l'un des éléments qui permet aux autorités anglaises de le condamner,. 
En Espagne, ces téléphones sont utilisés par des personnalités du trafic de drogue comme Sito Miñanco ou Jorge Palma. EncroChat est d'ailleurs surnommé « le WhatsApp des trafiquants de drogue ». 
En juillet 2020, la police néerlandaise indique avoir identifié 19 laboratoires de drogues synthétiques, saisi 8 tonnes de cocaïne et près de 20 millions d’euros grâce aux informations collectées lors de l'infiltration de l'opérateur. À la même époque, la police anglaise indique avoir arrêté 746 personnes et saisi 54 millions de livres en cash, 77 armes et plusieurs tonnes de drogue à la suite de l'infiltration de l'opérateur par les autorités françaises. En tout, une vingtaine de polices européennes profitent des informations récupérées.
Le magazine Vice.com révèle que le cartel de Sinaloa était équipé en téléphone EncroChat d'après des documents du Federal Bureau of Investigation (FBI). Les enquêteurs découvrent également qu'Encrochat est utilisé par l'italien Raffaele Imperiale (dont le pseudonyme était opentiger) pour échanger avec son comptable (nommé sur l'application mightywood). Près de 7 millions de revenus annuels illégaux sont mis à jour ce qui conduit à leur arrestation.
La police hollandaise publie un communiqué le 16 septembre 2020 indiquant qu'EncroChat est utilisé pour des « fuites d'informations policières vers des organisations criminelles », actes qualifiés de « corruption ». 
Le 15 décembre 2020, le procureur de Thionville communique sur l'arrestation d'une personne vivant à Hayange et la saisie de plusieurs kilos d'héroïne et de cocaïne. Le procureur a indiqué que cette opération a été rendue possible par l'exploitation de données provenant d'EncroChat. 
Les mois suivant l'arrêt du service chiffré, les interpellations ayant pour source l'intrusion dans EncroChat continuent en Europe avec la saisie de quantité de drogue, véhicules, armes ou argent. De par le volume d'informations à traiter, certaines enquêtes sont toujours en cours plusieurs mois après. Mais de nouveaux réseaux chiffrés apparaissent entretemps.

## Infiltration par la Gendarmerie française
D'après un message diffusé par EncroChat en juin 2020, les autorités françaises ont pris le contrôle, pendant au moins 30 minutes, de serveurs hébergés en France gérant au moins les noms de domaine utilisés par EncroChat. Elles diffusent ainsi, via le service « Over-the-Air », une mise à jour du système d'exploitation de l'opérateur contenant un « logiciel de captation ». Au moins la moitié des terminaux EncroChat européens peuvent ainsi être infiltrés. Ce « malware légal » permet à la Gendarmerie de collecter non seulement les informations liées à la géolocalisation des appareils lorsqu'elle est active, mais également accès aux messages échangés et aux mots de passe, ainsi qu'aux informations liées aux points d'accès Wi-Fi avoisinants les téléphones.
Les autorités françaises indiquent qu'au moins trois services de la Gendarmerie française participent à cette infiltration : le Centre de lutte contre les criminalités numériques (C3N), le Service central de renseignement criminel (SCRC), et le laboratoire Informatique électronique de l’Institut de recherche criminelle de la Gendarmerie nationale (IRCGN),. La DGSI aurait également participé à l'opération. À partir de mars 2020, une cellule nationale d'enquête est créée. L'opération, centralisée à Pontoise, est nommée « Emma 95 ». Les données, issues de la captation, sont exploitées par une soixantaine de gendarmes analystes. « Nous avons eu le sentiment d'entrer, tel l'homme invisible, dans un salon international de trafiquants de stupéfiants », précise la Gendarmerie, « c’est comme si nous étions à la table des criminels » expliquent de leur côté les Néerlandais. 60 000 utilisateurs sont ainsi espionnés durant plusieurs mois et une centaine de millions de messages collectés ; les usagers se sentant largement en sécurité, tous les détails du trafic sont là : lieux, noms, clients, dates, ainsi que la localisation de personnes recherchées,. En parallèle, la Gendarmerie met à disposition des usagers d'EncroChat une boîte mail permettant de demander l'effacement de données personnelles, mais aucun utilisateur ne se manifeste,.
Cette opération est qualifiée par le magazine Vice comme étant « l'une des plus importantes, sinon la plus importante, opérations massives de piratage institutionnel ». 
Si cette infiltration a permis aux polices européennes de collecter beaucoup d'informations sur des organisations criminelles, en Angleterre, la judiciarisation de certains cas semble compliquée : la police londonienne a ainsi vu ses accusations rejetées par la justice faute de liens matériels entre les messages EncroChat interceptés et les accusés. Par la suite, plusieurs recours sont faits contre l'enquête française, ils se basent notamment sur le fait que tous les utilisateurs de la plateforme ont été visés par la collecte de données alors que les écoutes sont censées viser des individus dans des contextes particuliers. En avril 2022, le Conseil constitutionnel valide le secret défense qui protège ces outils de captation.

## Conséquences de la fermeture du service
À la suite de la fermeture du service de messagerie (en juillet 2020), puis (en mars 2021) du service de messagerie cryptée Sky ECC, les utilisateurs se sont « massivement » orientés vers une messagerie concurrente, AN0M. 
En juin 2021, la police australienne et le FBI ont révélé que cette messagerie était un « pot de miel pour criminels », en réalité créé et piloté par ces deux polices pour écouter des criminels (sur la base d'une messagerie démantelée en 2018 : Phantom Secure (en)),. Selon Interpol, le FBI a pu intercepter sur cette plate-forme Anom 27 millions de messages, qui ont notamment montré que l'Union européenne était concernée par le blanchiment d'argent de groupes criminels, via l'achat de biens immobiliers dans certaines villes européennes au détriment de la société, de l'économie et de l'État de droit, qui pâtissent de ces connexions entre grandes sociétés légales et pègre criminelle.

### Note
1. ↑  Message original : « Today we had our domains seized illegally by governement entities. They repurposed our domain to launch an attack to compromise carbon units. With control of our domain they managed to launch a malware campaign against the carbon to weaken its security. Due to the level of sophistication of the attack and the malware code, we can no longer guarantee the security of your device. We took immediate action on our network by disabling connectivity to combat the attack. You are advised to power off and physically dispose of your device immediately. Period of compromise was about 30 minutes and the best we can ascertain was about 50% of the carbon devices in Europe (due to the Updater schedule). »[6]